# Tamarac (Floride)
Pour les articles homonymes, voir Tamarac.
La ville de Tamarac est située dans le comté de Broward, dans l’État de Floride, aux États-Unis. Sa population s’élevait à 60 427 habitants lors du recensement de 2010, estimée à 66 054 habitants en 2018.

## Démographie
| 1970  | 1980   | 1990   | 2000   | 2010   | - |
| ----- | ------ | ------ | ------ | ------ | - |
| 5 193 | 29 376 | 44 822 | 55 588 | 60 427 | - |

## Source
- (en) Cet article est partiellement ou en totalité issu de l’article de Wikipédia en anglais intitulé « Tamarac, Florida » (voir la liste des auteurs).